# Plebeia molesta
Plebeia molesta là một loài Hymenoptera trong họ Apidae. Loài này được Puls mô tả khoa học năm 1869.